# New York Fashion Week

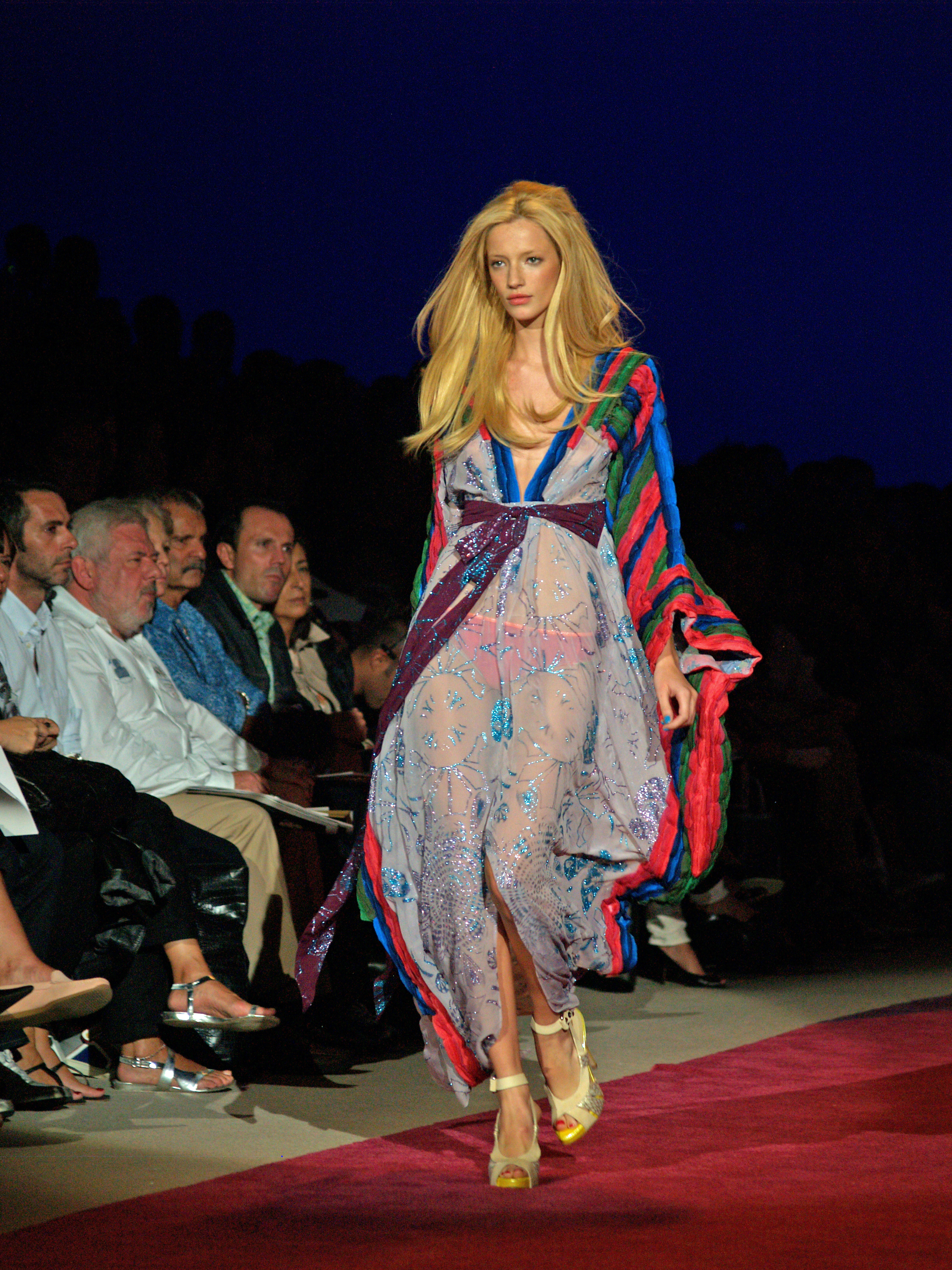
A modelo argentina Milagros Schmoll desfila a moda primavera 2009

A New York Fashion Week, atualmente conhecida por Mercedes-Benz Fashion Week , é um dos maiores eventos de moda realizado na cidade de Nova Iorque.
A primeira edição deste evento, então chamado de Press Week, foi a primeira semana de moda organizada no mundo. Criada em 1943, a intenção foi a de atrair a atenção para a moda francesa em meio à Segunda Guerra Mundial, quando os recém-formados da moda não puderam viajar a Paris para ter contato com a moda européia. Então, a publicitária Eleanor Lambert organizou o evento chamado "Press Week" para mostrar as inovações aos designers de moda e aos jornalistas. Considerada um sucesso, atingiu seu 66º ano em 2009, e teve na revista Vogue, o reconhecimento do trabalho e da divulgação e incentivo das inovações da moda.